# Gaetano Trigona e Parisi
Pour les articles homonymes, voir Trigona et Parisi.
Gaetano Maria Giuseppe Benedetto Placido Vincenzo Trigona e Parisi ou plus simplement Gaetano Trigona e Parisi (né le 2 juin 1767 à Piazza Armerina en Sicile et mort le 5 juillet 1837 à Palerme) est un cardinal italien du XIXe siècle.

## Biographie
Gaetano Trigona e Parisi est nommé évêque de Caltagirone en 1818 et est archevêque de Palerme de 1833 jusqu'à sa mort en 1837. Le pape Grégoire XVI le crée cardinal lors du consistoire du 23 juin 1834. Il meurt en juillet 1846 et ne reçut pas le chapeau et le titre cardinalice.